# Robin Schulz
Robin Schulz (n. 28 aprilie 1987, Osnabrück, Germania) este un DJ de muzică electronică și producător muzical german. Acesta este cunoscut datorită colaborării cu  muzicianul olandez Mr. Probz, pentru cântecul Waves , și cu duo-ul francez Lilly Wood & The Prick, pentru Prayer in C .

## Discografie

### Single-uri
| 2013                                                                          | "Waves" (Robin Schulz Remix & Robin Schulz Radio Edit)                  | 1 | 3 | 8  | 1 | 1 | 1  | 1 | 1 | Single |
| 2014                                                                          | "Prayer in C (Original by Lilly Wood & the Prick)" (Robin Schulz Remix) | 1 | 3 | 12 | 1 | — | 29 | 1 | — | Single |
| "—" denotes a single that did not chart or was not released in that territory |                                                                         |   |   |    |   |   |    |   |   |        |